# العلاقات الإثيوبية الغرينادية
العلاقات الإثيوبية الغرينادية هي العلاقات الثنائية التي تجمع بين إثيوبيا وغرينادا.

## مقارنة بين البلدين
هذه مقارنة عامة ومرجعية للدولتين:
| وجه المقارنة                                              | إثيوبيا                        | غرينادا                                         |
| --------------------------------------------------------- | ------------------------------ | ----------------------------------------------- |
| المساحة (كم2)                                             | 1.10 مليون                     | 348                                             |
| عدد السكان (نسمة)                                         | 104.96 مليون                   | 107.83 ألف                                      |
| الكثافة السكانية (ن./كم²)                                 | 95.42                          | 30.99 ألف                                       |
| العاصمة                                                   | أديس أبابا                     | سانت جورجز                                      |
| اللغة الرسمية                                             | اللغة الأمهرية                 | لغة إنجليزية، لغة غرينادا الكريولية الإنجليزية ‏ |
| العملة                                                    | بير إثيوبي                     | دولار شرق الكاريبي                              |
| الناتج المحلي الإجمالي (بليون دولار)                      | 80.56 مليار                    | 1.12 مليار                                      |
| الناتج المحلي الإجمالي (تعادل القوة الشرائية) بليون دولار | 161.90 مليار                   | 1.45 مليار                                      |
| الناتج المحلي الإجمالي الاسمي للفرد دولار أمريكي          | 619                            | 9.21 ألف                                        |
| الناتج المحلي الإجمالي للفرد دولار أمريكي                 | 1.50 ألف                       | 12.43 ألف                                       |
| مؤشر التنمية البشرية                                      | 0.442                          | 0.750                                           |
| رمز المكالمات الدولي                                      | +251                           | +1473                                           |
| رمز الإنترنت                                              | .et                            | .gd                                             |
| المنطقة الزمنية                                           | ت ع م+03:00، توقيت شرق أفريقيا | 00                                              |

## منظمات دولية مشتركة
يشترك البلدان في عضوية مجموعة من المنظمات الدولية، منها:
| علم المنظمة | اسم المنظمة                                 | تاريخ انضمام إثيوبيا | تاريخ انضمام غرينادا |
| ----------- | ------------------------------------------- | -------------------- | -------------------- |
|             | الاتحاد البريدي العالمي                     | ?                    | ?                    |
|             | مؤسسة التنمية الدولية                       | 11 أبريل 1961        | 28 أغسطس 1975        |
|             | منظمة حظر الأسلحة الكيميائية                | ?                    | ?                    |
|             | الأمم المتحدة                               | 13 نوفمبر 1945       | 17 سبتمبر 1974       |
|             | وكالة ضمان الاستثمار متعدد الأطراف          | 13 أغسطس 1991        | 12 أبريل 1988        |
|             | منظمة الشرطة الجنائية الدولية               | ?                    | ?                    |
|             | مؤسسة التمويل الدولية                       | 20 يوليو 1956        | 28 أغسطس 1975        |
|             | مجموعة دول أفريقيا والكاريبي والمحيط الهادئ | ?                    | ?                    |
|             | البنك الدولي للإنشاء والتعمير               | 27 ديسمبر 1945       | 27 أغسطس 1975        |
|             | الاتحاد الدولي للاتصالات                    | 20 فبراير 1932       | 17 نوفمبر 1981       |
|             | يونسكو                                      | 1 يوليو 1955         | 17 فبراير 1975       |

## وصلات خارجية
- موقع وزارة الخارجية الإثيوبية